# Sjö naturreservat
Sjö är ett naturreservat i Södra Unnaryds socken i Hylte kommun i Småland (Hallands län och Kronobergs län). Det är beläget vid sjön Unnens västra strand och på ett par mindre öar i sjön.
Reservatet omfattar 25 hektar, är skyddat sedan 1988, med en utökning 2012, och är beläget vid sjön Unnens västra strand. Inom området finns bokskog, ekskog och blandskog. Här har funnits åkertegar och odlingsrösena ligger tätt.

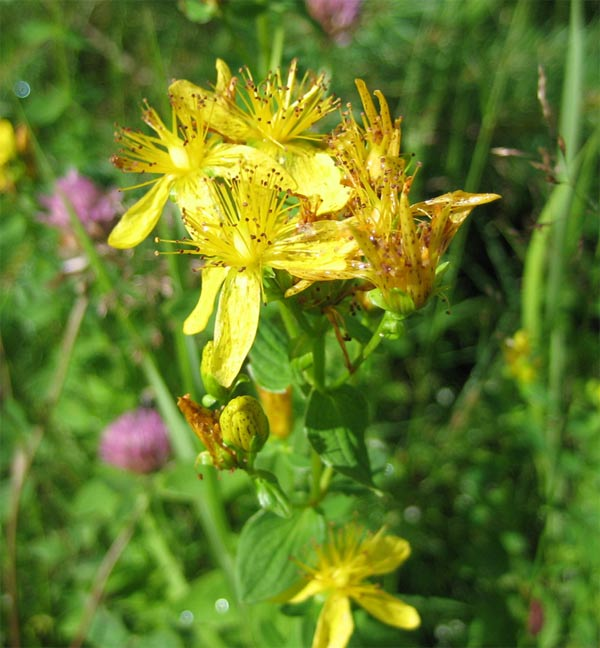
Johannesört

Det finns blomsterrika marker där åkrarna ännu inte helt vuxit igen. Här finns hundloka, smörblomma, johannesört, teveronika, nattviol och åkervädd. I lövskogen växer på marken bland annat liljekonvalj, vitsippa, harsyra, ekorrbär och ängskovall.
Landskapet invid Unnen är sådant att det möjliggör ett rikt fågelliv. Här kan man hitta gröngöling, mindre hackspett, lärkfalk, fiskgjuse, storlom, häger, fisktärna och småskrake.